# رود لوري
رود لوري (بالإنجليزية: Rod Lurie)‏ هو صحفي وناقد سينمائي وكاتب سيناريو ومخرج وممثل أمريكي، ولد في 15 مايو 1962 في إسرائيل.

## أعمال

### أفلام
- (2000) المنافس[4]
- (2001) القلعة الأخيرة[5]
- (2011) ستراو دوغز
- (2016) قتل ريغان

## وصلات خارجية
- رود لوري على موقع IMDb (الإنجليزية)
- رود لوري على موقع ميتاكريتيك (الإنجليزية)
- رود لوري على موقع روتن توميتوز (الإنجليزية)
- رود لوري على موقع روتن توميتوز (الإنجليزية)
- رود لوري على موقع ألو سيني (الفرنسية)
- رود لوري على موقع أول موفي (الإنجليزية)
- رود لوري على موقع بوكس أوفيس موجو (الإنجليزية)
- رود لوري على موقع قاعدة بيانات الأفلام السويدية (السويدية)
- رود لوري على موقع إن إن دي بي (الإنجليزية)
- رود لوري على موقع قاعدة بيانات الفيلم (الإنجليزية)